# Neoanthrenus niveosparsus
Neoanthrenus niveosparsus is een keversoort uit de familie spektorren (Dermestidae). De wetenschappelijke naam van de soort werd in 1941 gepubliceerd door Armstrong.